# Smeringopus corniger
Smeringopus corniger là một loài nhện trong họ Pholcidae. Loài này được phát hiện ở Cameroon.